# Szász János (rendező)
Szász János (Budapest, 1958. március 14. –) Balázs Béla-díjas magyar színházi és filmrendező, dramaturg, forgatókönyvíró, egyetemi tanár, érdemes és kiváló művész.

## Életpályája
Jómódú lipótvárosi családba született. Apja Szász Péter író és filmrendező, aki az 1970-es és 80-as években alkotott. Anyja budapesti mozik üzemvezetését irányította. Jelentős társasági életet éltek családjával. Barátaik közé tartoztak olyan színésznagyságok, mint Őze Lajos, Kállai Ferenc, Sinkovits Imre és Latinovits Zoltán. A szülői háttérnek is köszönhetően, már gyerekként kellékesként és világosítóként is dolgozott.
1976–1980 között a Nemzeti Színház kellékese volt. 1980-tól Vámos László asszisztense a Budapesti Operettszínházban. 1983-ban végzett a Színház- és Filmművészeti Főiskola dramaturg szakán. Folytatta tanulmányait, 1986-ban filmrendező szakon diplomázott. 1990-től Miskolcon, Gyulán, a Vígszínházban, Bostonban, Washingtonban, a Nemzeti Színházban, a Bárka Színházban, Oslóban rendezett. 1999-től az Európai Filmakadémia tagja. Egyetemi tanár, 2000–2021 között a Színház- és Filmművészeti Egyetem tanára, 2002-től osztályvezető tanára, 2008 óta docense és a bostoni Harvard Egyetemen is tanít. 2018-ban DLA fokozatot szerzett.
Színészként nem épített ki jelentős karriert, de filmszerepeket vállalt, például a Szerencsés Dániel című filmdrámában Marcikát alakította. Filmrendezőként A nagy füzet című filmje eljutott egészen az Oscar-rövidlistáig (legjobb 9 film) a „legjobb idegen nyelvű film” kategóriában. 2018-ban nagyszabású történelmi film rendezését vállalta el  Az utolsó bástya címmel közönségfilm készítésére készült a nándorfehérvári diadalról, de felmerült, hogy a forgatókönyv alapján „torz, a történeti tényeket figyelmen kívül hagyó film” készülne súlyos tévedésekkel, s a nyomtatott sajtóban is megjelent érvek alapján „nem világos, adottságai és tudása alapján egyáltalán képes-e levezényelni a tervezett szuperprodukciót”. Maga Szász János úgy fogalmazott, hogy Ferenczy Gábor producer és közötte bizalmi válság alakult ki, így bejelentette, hogy nem lesz film.
Külföldi publikációiban helyet kaptak komoly kritikák a magyar társadalommal és Magyarország kormányával kapcsolatban. 2013. november 6-án a Berliner Zeitungban azt állította, hogy Magyarországon verik a zsidókat, és fasiszták masíroznak az utcákon. Nem sokkal később a Magyar Nemzetnek azt nyilatkozta, hogy személy szerint nem tapasztal kirekesztést, és megdöbbentette, milyen formában jelent meg az interjú a Berliner Zeitungban. A Fix TV 2018. január 16-ai adásában rezignáltan úgy fogalmazott, hogy „sajnos hazajöttem”.
2019-ben a Cselekvés a Kiszolgáltatottakért Alapítvány orvoscsapatának felkérésére elvállalta, hogy orvosi és tudományos célból dokumentálja a fejüknél összenőve született bangladesi sziámi ikrek műtéti szétválasztására irányuló hátralévő eseményeket, valamint a filmnyersanyagokból később, a műtétsorozat kimenetelétől függően, az orvosokkal egyeztetve később esetleg dokumentumfilmet készíthet. A film a kialakult bizalmi válság miatt nem készült el, noha a nyersanyagok döntő többségét más készítette.
2021-ben családjával Amerikába költözött. New Yorkban az American Academy of Dramatic Artson kezdett tanítani.

### Magánélete
Három gyermek édesapja. Első házasságából lánya született. Második felesége 2001 óta Bognár Gyöngyvér Jászai Mari-díjas színművésznő, akivel két közös fiúgyermeküket (Pétert és Jakabot) nevelik. Családjával Budakeszin élt 2021-ig.

## Színházi rendezései
A Színházi Adattárban regisztrált bemutatóinak száma: 15.
- Ibsen: Kísértetek (1990)
- Gozzi: A szarvaskirály (1990)
- Williams: A vágy villamosa (1997)
- Csehov: Ványa bácsi (1998)
- Brecht: Baal (1998)
- Weiss: Jean Paul Marat üldöztetése és meggyilkolása... ahogy a charentoni elmegyógyintézet színjátszói előadják De Sade úr betanításában és ahogy azt a Gyulai Éjszakai Színtársulat színjátszói előadják ezerkilencszázkilencvenkilenc augusztusában (1999)
- Brecht: Kurázsi mama és gyermekei (2000)
- Csehov: Slussz (2003)
- Bulgakov: A Mester és Margarita (2005)
- William Shakespeare: Lear (2007)
- Csehov: Sirály (2008)
- Csehov: Három nővér (2009)
- Füst Milán: Boldogtalanok (2009, 2011)
- Ulickaja: Orosz lekvár (2010)

## Filmjei

### Rendezőként
- Tavaszi zápor (1983)
- A léderer-ügy (1985)
- Utóirat (1988)
- Szédülés (1990) (forgatókönyvíró is)
- Woyzeck (1994) (forgatókönyvíró is)
- Witman fiúk (1997) (forgatókönyvíró is)
- Temetés (1999) (forgatókönyvíró is)
- A Holocaust szemei (2002)
- Megtört hallgatás (2002)
- Ópium: Egy elmebeteg nő naplója (2007) (forgatókönyvíró is)
- A nagy füzet (2013)
- A hentes, a kurva és a félszemű (2018)[26][27]

### Forgatókönyvíróként
- Lélegzetvisszafojtva (1985)

### Színészként
- Kiválasztottak (1981)
- Karolina karácsonya, avagy újra együtt a család (1982)
- Elveszett illúziók (1983)
- Szerencsés Dániel (1985)
- A hecc (1989)
- A Valencia rejtély (1995)

## Díjai, elismerései
- A bogotai fesztivál legjobb rendezés díja (1992)
- A pozsonyi fesztivál nagydíja (1992)
- A Magyar Játékfilmszemle fődíja (1994)
- A szaloniki fesztivál legjobb rendezés díja (1994)
- Chicagói Arany Plakett (1994)
- Félix-díj (1994)
- Bergamói Ezüst Rózsa-díj (1994)
- Csaba von Ferenczy-díj (1994)
- Strasbourg-i Fesztivál nagydíja (1994)
- Gene Moskowitz-díj (1994, 1997, 2007)
- Balázs Béla-díj (1995)
- Jupiter-díj (1995)
- A Moszkvai Filmfesztivál legjobb rendezés díja (1997)
- A genti fesztivál fődíja (1997)
- Brüsszeli Aranykor-díj (1997)
- Ostar-díj legjobb rendezésért (1997)[28]
- A színházi találkozó díja (1998)
- A színikritikusok díja (1998)
- Érdemes művész (2001)
- A Magyar Filmszemle legjobb rendezés díja (2007)
- A Magyar Köztársasági Érdemrend tisztikeresztje (2007)
- A filmkritikusok díja (2008)
- Kiváló művész (2011)
- Karlovy Vary-i Nemzetközi Filmfesztivál fődíja (2013) – A legjobb film díja (A nagy füzet)
- Arany Medál díj - Az év rendezője (2013)[29]
- Havasi István-díj (2018)[30]